# کندال پاول
کندال پاول (به انگلیسی: Kendall Powell) (زاده ۱۹۵۴) کارآفرین، بازرگان و مدیر ارشد اجرایی آمریکایی است، که در حال حاضر به‌عنوان مدیر عامل اجرایی و رییس هیئت مدیره شرکت جنرال میلز فعالیت می‌کند.